# Selaginella kraussiana
Selaginella kraussiana es una planta perteneciente a la familia Selaginellaceae. Esta especie, del género Selaginella, se encuentra en estado silvestre en las Islas Azores y en algunas zonas de África continental.

## Descripción
Especie perenne rizomatosa de crecimiento postrado que forma una densa mata de unos 10 cm de altura y una extensión de 1 a 1,5 m.
Se caracteriza por poseer tallos aplanados dorsoventralmente de hasta 1 m de longitud que portan cuatro filas micrófilas lanceoladas, dentadas y con nervadura de unos 3 a 4 mm en las zonas inferiores del tallo y unos 15 a 25 mm en los situados en zonas superiores. Por lo general posee estróbilos de unos 2 cm, sésiles y terminales, con esporofilos menores en las hojas. 
Desarrolla uno o dos megasporangios en las zonas basales de los estróbilos heterospóreos portadores de megasporas y multitud de microsporangios en las zonas apicales portadores de microsporas amarillentas de dotación cromosómica haploide. La megaspora cae del esporangio germinando en el suelo para formar un gametofito femenino haploide con arquegonios portadores de un solo óvulo. 
Las microsporas también son diseminadas por el viento para germinar en el suelo formando el gametofito masculino haploide formador de anteridios. Los espermacios son propagados a través de la capa de agua superficial y atraídos por sustancias secretadas desde el gametofito femenino para llevar a cabo la fertilización. Tras esta se forma un cigoto diploide con 20 cromosomas que formará más tarde el esporangio.

## Distribución y hábitat
Especie propia de zonas húmedas y umbrías del África tropical y austral, se encuentra naturalizada en el sur de Europa (España y Portugal) y las islas atlánticas de Macaronesia (Azores, Madeira y Canarias). 
El estado de especie introducida que se ha asignado a Selaginella kraussiana en las islas Azores ha sido recientemente puesto en duda por diversos análisis polínicos de los estratos pertenecientes al Holoceno en estas islas; la conclusión es que esta especie estaba presente antes de la colonización humana de las Azores, llegando posiblemente a través de las otras islas atlánticas de donde con probabilidad son también naturales.

## Usos
Se utiliza ampliamente en jardinería como planta de interior, y también de exterior, aunque limitada a zonas cálidas libres de heladas.